# Wadowice

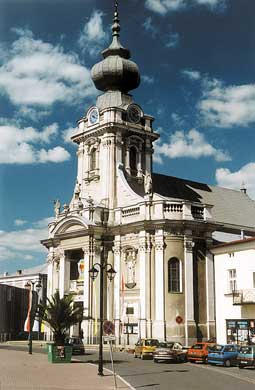
Bazilica din Wadowice

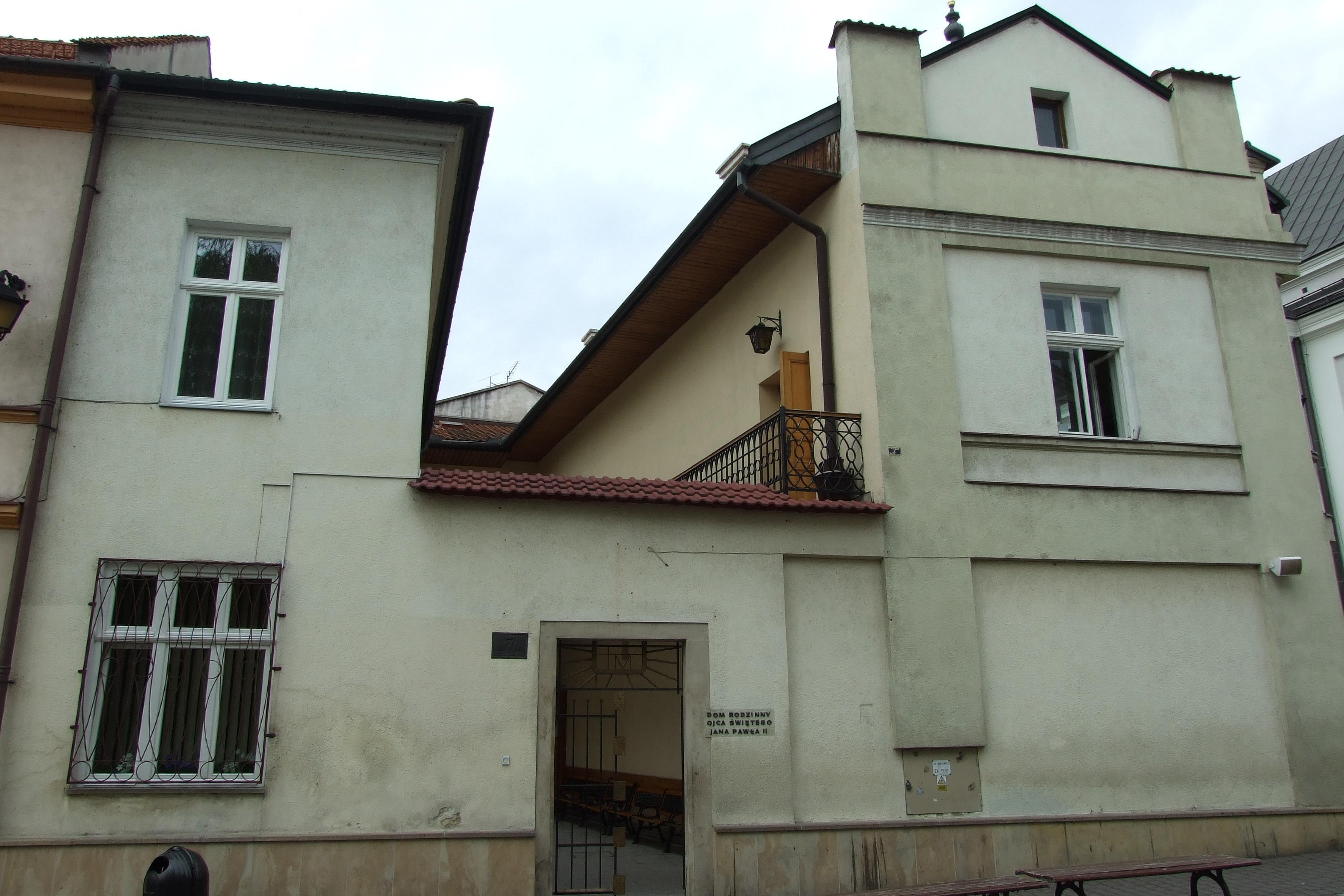
Casa familiei Papei Ioan Paul al II-lea

Wadowice este un oraș în județul Wadowice, voievodatul Polonia Mică, cu o populație de 19275 locuitori (2010) în sudul Poloniei, locul de naștere al lui Karol Józef Wojtyła, papa Ioan Paul al II-lea (1920-2005).

## Istorie
Prima așezare permanentă în zona de Wadowice de astăzi a fost fondată la sfârșitul secolului al X-lea sau începutul secolului al XI-lea. Conform unei legende locale, orașul a fost fondat de către un anumit „Wad” sau „Wład”, o formă scurtă pentru numele slav de Ladislau (în poloneză Władysław). Orașul a fost menționat pentru prima dată ca Wadowicze în anii 1325-1327.
În 1327 este, de asemenea, menționat (sub același nume) într-un registru trimis de prințul Ion I Scholastyk de Oświęcim regelui Boemia Ioan I, conte de Luxemburg.
În acest moment a fost un centru de comerț aparținând Ducelui de Silezia din dinastia Piast, și potrivit unor istorici a fost deja municipalitate.
În 1430 un incendiu a distrus orașul. Acesta a fost repede reconstruit și i s-au acordat drepturi de oraș. Privilegiile, acordate de către Prințul Cazimir I din Oświęcim a condus la o perioadă de reconstrucție rapidă și la dezvoltare.

## Personalități din Wadowice
- Papa Ioan Paul al II-lea (1920-2005), născut Karol Józef Wojtyła

## Atracții turistice
- Zile orașului Wadowice (Nistru Wadowic) au loc în fiecare lună în mai-iunie. Sărbătoarea începe la fiecare 18 mai pentru a comemora nașterea lui Karol Wojtyla.
- Muzeul de Casa Familiei Sfântului Părinte, casa familiei papei Ioan Paul al II-lea cu colecții de obiecte care au aparținut lui Karol Wojtyla și familiei sale.
- Casa de pe str. Kościelna nr. 4, o casă din secolul al XVIII-lea.
- Conacul neoclasic „Mikołaj” - din secolul al XIX-lea, după numele primarului Mikołaj Komorowski.
- Muzeul Municipal al lui Marcin Wadowita.
- Piața Papa Ioan Paul al II-lea cu case din sec.al XIX-lea.
- Monumentul lui Emil Zegadłowicz, scriitor, care au descris împrejurilile orașului Wadowice în multe dintre cărțile sale.

## Orașe înfrățite
- Carpineto Romano - Italia
- Sona - Italia
- San Giovanni Rotondo - Italia
- Marktl - Germania (din 2006)